# 異形薄孔菌
異形薄孔菌，屬真菌界担子菌门傘菌綱[[多孔菌目多孔菌科薄孔菌属的一種植物，是木棲腐生的中小型菇類。它夏秋季生長于针叶树的腐木上。它分佈於中華人民共和國。